# Sunlight (The Youngbloods)
Sunlight è una raccolta dei The Youngbloods, pubblicato dalla casa discografica RCA Victor Records nel luglio 1971.
Questa raccolta fu pubblicata dalla prima label del gruppo (periodo 1967-1969), qualche giorno successivo all'uscita di Ride the Wind.
Questa compilation raggiunse la posizione numero 186 nella classifica riservata agli album al The Billboard 200.

## Tracce
Lato A
1. Sunlight – 3:07 (Jesse Colin Young) – Tratto dall'album: Elephant Mountain (1969)
2. Reason to Believe – 2:25 (Tim Hardin) – Tratto dall'album: Earth Music (1967)
3. Foolin' Around (The Waltz) – 2:50 (Jesse Colin Young) – Tratto dall'album: The Youngbloods (1967)
4. Statesboro Blues – 2:18 (Blind Willie McTell) – Tratto dall'album: The Youngbloods (1967)
5. On Sir Francis Drake – 6:18 (Lowell Levinger) – Tratto dall'album: Elephant Mountain (1969)

Lato B
1. One Note Man – 2:24 (Paul Arnaldi) – Tratto dall'album: The Youngbloods (1967)
2. Dreamer's Dream – 3:35 (Jerry Corbitt, Lowell Levinger) – Tratto dall'album: Earth Music (1967)
3. Ain't That Lovin' You, Baby – 2:39 (Jimmy Reed) – Tratto dall'album: The Youngbloods (1967)
4. I Can Tell – 4:29 (Chuck Willis) – Tratto dall'album: Earth Music (1967)
5. Long & Tall – 4:05 (Jesse Colin Young) – Tratto dall'album: Earth Music (1967)

## Musicisti
Sunlight / On Sir Francis Drake
- Jesse Colin Young - voce, basso, chitarra acustica
- Banana (Lowell Levinger) - chitarra, tastiere (pianoforte elettrico), clavicembalo
- Joe Bauer - batteria

+ (Musicisti aggiunti)
- David Lindley - fiddle
- Joe Clayton - tromba
- Plas Johnson - sassofono tenore
- Victor Feldman - vibrafono
- Charles E. Daniels (Charlie Daniels) - produttore

Reason to Believe / Dreamer's Dream / I Can Tell / Long & Tall
- Jesse Colin Young - basso, voce solista
- Banana (Lowell Levinger) - pianoforte, chitarra
- Banana (Lowell Levinger) - voce solista (eccetto brani: I Can Tell e Long & Tall)
- Banana (Lowell Levinger) - chitarra pedal steel (brano: Reason to Believe)
- Jerry Corbitt - chitarra, armonica
- Jerry Corbitt - voce (eccetto brani: I Can Tell e Long & Tall)
- Joe Bauer - batteria
- The Youngbloods - produttori (brano: Reason to Believe, Dreamer's Dream e Long & Tall)
- Felix Pappalardi - produttore (brani: Dreamer's Dream e I Can Tell)

Foolin' Around (The Waltz) / Statesboro Blues / One Note Man / Ain't That Lovin' You, Baby
- Jesse Colin Young - basso, voce solista, chitarra ritmica
- Lowell Banana Levinger - chitarra solista, pianoforte elettrico, chitarra pedal steel
- Jerry Corbitt - chitarra ritmica, armonica, accompagnamento vocale, cori
- Joe Bauer - batteria, percussioni

+ (Musicista aggiunto)
- George Ricci - violoncello (solo nel brano: Foolin' Around (The Waltz))
- Felix Pappalardi - produttore